# A Few Good Men
A Few Good Men (bra: Questão de Honra; prt: Uma Questão de Honra) é um filme norte-americano de 1992 dos gêneros drama, policial e suspense, dirigido por Rob Reiner, com roteiro de Aaron Sorkin baseado em sua peça teatral homônima.
O American Film Institute elegeu a fala "You can't handle the truth!", pronunciada por Jack Nicholson no clímax do filme, como a 29.ª melhor fala do cinema de todos os tempos.

## Sinopse
Daniel Kaffee (Tom Cruise), um jovem e inexperiente procurador da Marinha dos EUA, é encarregado de defender dois Fuzileiros, perante a Corte Marcial, acusados de serem os responsáveis pelo homicídio de um soldado americano na Base Naval de Guantánamo. Recusando-se a fazer um acordo com a Promotoria, Kaffee, com a ajuda da Capitã-de-Corveta Joanne Galloway (Demi Moore), buscarão a verdade por trás dos fatos, a fim de desmascararem os verdadeiros responsáveis pelo crime ocorrido.

## Elenco
- Tom Cruise .... Segundo-Tenente Daniel Kaffee
- Jack Nicholson .... Coronel Nathan R. Jessep
- Demi Moore .... Capitão-Tenente Joanne Galloway
- Kevin Pollak .... Segundo-Tenente Sam Weinberg
- Kevin Bacon .... Capitão Jack Ross
- J.T. Walsh ....  Tenente-Coronel Matthew Markinson
- Kiefer Sutherland .... Tenente Jonathan Kendrick
- Matt Craven .... Tenente Dave Spradling
- J.A. Preston .... Juiz (Coronel) Julius Alexander Randolph
- Noah Wyle .... Cabo Jeffrey Barnes
- Cuba Gooding, Jr. .... Cabo Carl Hammaker
- James Marshall .... Soldado Louden Downey
- Michael DeLorenzo .... Soldado William T. Santiago

## Prêmios e indicações
| Premiação          | Categoria                                | Resultado |
| ------------------ | ---------------------------------------- | --------- |
| Oscar 1993         | Melhor filme                             | Indicado  |
| Oscar 1993         | Melhor ator coadjuvante (Jack Nicholson) | Indicado  |
| Oscar 1993         | Melhor edição                            | Indicado  |
| Oscar 1993         | Melhor som                               | Indicado  |
| Globo de Ouro 1993 | Melhor filme - drama                     | Indicado  |
| Globo de Ouro 1993 | Melhor diretor                           | Indicado  |
| Globo de Ouro 1993 | Melhor ator - drama (Tom Cruise)         | Indicado  |
| Globo de Ouro 1993 | Melhor ator coadjuvante (Jack Nicholson) | Indicado  |
| Globo de Ouro 1993 | Melhor roteiro Aaron Sorkin              | Indicado  |